# Catanosina
Catanosinas (ou Katanosinas) são um grupo de antibióticos (também conhecidos como lisobactinas). São produtos naturais com forte potência antibacteriana. Até agora, a catanosina A e a catanosina B (lisobactina) foram descritas.

## Estrutura
As catanosinas são cíclicos depsipeptídeos (acilciclodepsipeptídeos). Essas estruturas não proteogênicas não são proteínas regulares do metabolismo primário. Pelo contrário, eles se originam do metabolismo secundário bacteriano. Por conseguinte, vários aminoácidos não-proteinogênicos (não-ribossomal) são encontrados em catanosinas, tais como 3-hidroxileucina, 3-hidroxiasparagina, alotreonina e 3-hidroxifenilalanina. Todas as catanosinas possuem um segmento cíclico e linear ("estrutura de lariat"). O anel peptídico é fechado com uma ligação éster (lactona).
A catanosina A e B diferem na posição de aminoácidos 7. O metabolito menor catanosina A possui uma valina nessa posição, enquanto o principal metabólito catanosina B carrega uma isoleucina.

## Atividade biológica
Os antibióticos da catanosina visam a biossíntese da parede celular bacteriana. Eles são altamente potentes contra patógenos hospitalares gram-positivos, como estafilococos e enterococos. Sua promissora atividade biológica atraiu vários grupos de pesquisa biológica e química. Sua potência in vitro é comparável ao atual antibiótico "última defesa" vancomicina.

## Síntese química
A primeira síntese total de catanosina B (lisobactina) foi descrita em 2007.